# 苯甲酸铀(IV)
苯甲酸铀(IV)是铀的苯甲酸盐，化学式为U(C6H5COO)4。它可由铀和苯甲酸在醚溶液中反应得到，或由四乙酸铀和苯甲酸在回流条件下反应制得，反应生成的乙酸可以减压蒸去。

## 拓展阅读
- Thierry Loiseau, Ionut Mihalcea, Natacha Henry, Christophe Volkringer. . Coordination Chemistry Reviews. 2014-05,. 266-267: 69–109  [2023-02-27]. doi:10.1016/j.ccr.2013.08.038. （原始内容存档于2023-03-16） （英语）.